# Barbara Ronchi
Barbara Ronchi, née le 22 juin 1982 à Rome (Latium), est une actrice de cinéma, de théâtre et de télévision italienne.

## Biographie
Née et élevée à Rome, après un diplôme de trois ans en sciences historiques et archéologiques à l'université de Rome La Sapienza, elle décide de passer l'examen de l'Académie nationale d'art dramatique Silvio-D'Amico, dont elle sort diplômée en 2009.
À partir de 2009, elle commence à travailler au théâtre avec Valerio Binasco, Carlo Cecchi et Fausto Paravidino.
Ses débuts au cinéma ont lieu en 2013 avec le film Miele. En 2016, elle est choisie par Marco Bellocchio pour le film Fais de beaux rêves, adapté du roman autobiographique du même nom de Massimo Gramellini et présenté en ouverture du Festival de Cannes 2016 dans la Quinzaine des réalisateurs. Pour ce dernier, elle remporte le prix Alida Valli de la meilleure actrice dans un second rôle. Elle fait ensuite partie de la distribution du film Gli sdraiati (2017), une adaptation de l'ouvrage éponyme de Michele Serra.
Parmi ses expériences cinématographiques, on peut citer Non sono un assassino (2019), Domani è un altro giorno (it) (2019), Tornare (2019) et Sole (2019).
En 2020, elle tient le premier rôle féminin de Padrenostro de Claudio Noce (it), en compétition à la Mostra de Venise 2020. Elle fait également partie de la distribution du film Cosa sarà, réalisé par Francesco Bruni, et rejoint la série télévisée Luna nera diffusée sur Netflix.
En 2021, elle tient le premier rôle féminin de Mondocane, réalisé par Alessandro Celli (it). Le film est présenté lors de la Mostra de Venise 2021. La même année, elle participe également au film Io sono Babbo Natale (it) d'Edoardo Falcone, la dernière prestation de Gigi Proietti, et revient à nouveau dans la série Imma Tataranni: Substitut du Procureur dans le rôle de Diana De Santis.
En 2022, elle joue le rôle de l'inspecteur Sara Vichi dans la série télévisée Vostro onore (it), diffusée sur Rai 1. Elle joue ensuite dans Sulle nuvole (it), première réalisation de Tommaso Paradiso (it), et dans Settembre, de Giulia Steigerwalt, grâce auxquels elle remporte son premier David di Donatello, dans la catégorie Meilleure actrice dans un rôle principal.

## Filmographie
- 2010 : La città invisibile (it) de Giuseppe Tandoi
- 2013 : Miele de Valeria Golino
- 2016 : Fais de beaux rêves (Fai bei sogni) de Marco Bellocchio
- 2017 : Gli sdraiati de Francesca Archibugi
- 2018 : Tito e gli alieni de Paola Randi
- 2019 : Non sono un assassino de Andrea Zaccariello (it)
- 2019 : Domani è un altro giorno (it) de Simone Spada (it)
- 2019 : Sole de Carlo Sironi
- 2019 : Tornare de Cristina Comencini
- 2020 : Padrenostro de Claudio Noce (it)
- 2020 : Cosa sarà de Francesco Bruni
- 2021 : Mondocane d'Alessandro Celli (it)
- 2021 : Io sono Babbo Natale (it) d'Edoardo Falcone
- 2022 : Sulle nuvole (it) de Tommaso Paradiso (it)
- 2022 : Settembre de Giulia Steigerwalt
- 2022 : Il Boemo de Petr Václav
- 2023 : Pas trop tôt (Era ora) d'Alessandro Aronadio (it)
- 2023 : L'Enlèvement (Rapito) de Marco Bellocchio
- 2024 : Dieci minuti de Maria Sole Tognazzi
- 2024 : Io e il Secco de Gianluca Santoni
- 2024 : Non riattaccare de Manfredi Lucibello (it)
- 2024 : Le Train des enfants (Il treno dei bambini) de Cristina Comencini
- 2024 : Diva Futura de Giulia Steigerwalt